# 邱陳煜
邱陳煜，臺灣客家人，中華民國外交官。畢業於中國文化大學英國語文學系學士、愛荷華大学管理碩士。曾任駐美國臺北經濟文化代表處二等秘書、外交部新聞文化司網路文宣小組長、駐溫哥華臺北經濟文化辦事處政務組長、外交部北美司專門委員、行政院經貿談判辦公室談判代表、外交部國際合作及經濟事務司副司長等職務，現任駐泗水臺北經濟貿易辦事處總領事銜處長。

## 職業生涯
2018年11月，中斷10年的「臺紐經濟聯席會議」在臺北舉行，臺灣方面由經濟部常務次長王美花、經濟部國際貿易局長楊珍妮、行政院經貿談判辦公室談判代表邱陳煜、農業科技研究院長陳建斌等人出席。
2022年8月，外交部國際合作及經濟事務司副司長邱陳煜出席「东非進口媒合計畫成果發表暨111年非洲推廣行動啟動儀式」中表示，外交部拓展與東非各國經貿合作成績亮眼，2022年延續2021年的計畫，深入開發東非索马里兰、埃塞俄比亚、乌干达的新貨源，並擴大辦理「非洲推廣行動」系列活動，與坦桑尼亚、奈及利亞、科特迪瓦媒合，為臺灣業者增加原物料進口來源，並運用研發特長，加工再拓銷至全球市場。
2022年10月，邱陳煜以及中華民國國際經濟合作協會副理事長帶領「經濟合作暨商機考察團」前往秘鲁，與利馬商會（西班牙語：Camara Comercio de Lima）共同舉行「第15屆臺秘經濟聯席會議」。後轉往智利舉行「臺智CPTPP交流餐會」，籲請智利各界支持臺灣入會。
2023年1月，立法委員對於已13年未修的「援外政策白皮书」，呼籲外交部與時俱進、制定新版白皮書。對此，外交部國際合作及經濟事務司副司長邱陳煜說明政府努力投入彙整，預計3、4月完成公布。另關於联合国建議的政府开发援助比例為國民所得毛額（GNI）的0.7%，而臺灣僅0.04%，邱陳煜則回應，攸關全盤考量資源分配，加上國際處境特殊，需有許多彈性處理。

## 外部連結
- 邱陳煜.  (PDF). 台灣志願服務國際交流協會. 2017年8月5日  [2023年2月16日]. （原始内容存档 (PDF)于2023年2月16日）.